# Isabel Berríos
Isabel Berríos Álvarez (Barrancas, Santiago de Chile, 16 de marzo de 1961) es jugadora de fútbol profesional y la primera mujer entrenadora de fútbol en Chile. Se destaca por haber jugado en la primera selección nacional femenina de Chile y ser una promotora en la práctica deportiva de mujeres, niñas, niños y personas en situación de discapacidad.

## Biografía
Isabel nació en Cerro Navia, con un talento innato, se dedicaba -junto a sus hermanos- a jugar pichangas o fútbol de barrio, primero desafiando los mandatos familiares, escolares y sociales, luego, cada vez con mayor desplante y gusto. A los 15 años comenzó a dedicarse de manera más estable y rigurosa. Fue capitana del primer equipo de fútbol femenino en la Universidad de Chile, durante el año 1986, práctica que estaba marcada por la autogestión de sus jugadoras.
Siendo volante jugó por la selección chilena y en 1991 enfrentó a Brasil de cara al Mundial de China, en condiciones que distaban mucho de la alta exigencia internacional. Luego de su retiro profesional y del apoyo ofrecido por René Orozco, decidió -en 2002- formarse como entrenadora profesional e ingresó al Instituto Nacional del Fútbol (INAF). Instancia que finalizó el 2006, luego de superar micromachismo, machismo, burlas, prejuicios, discriminación y falta de apoyo institucional a razón de su género.
Su fortaleza personal, espíritu y empeño la llevaron a merecer la distinción máxima y el reconocimiento como la primera entrenadora del fútbol chileno. Años más tarde formó deportivamente a gran parte de las jugadoras de la selección femenina de Chile, primera en clasificar al Mundial de Francia de 2019.
Actualmente, se desempeña como Coordinadora Técnica en las divisiones inferiores de la Universidad de Chile tanto de la rama femenina como masculina, formando a jugadores como Lucas Assadi. También ha sido una importante promotora y coordinadora del "Sueño Azul" instancia social que vincula a los referentes del club con niños con discapacidad física o intelectual.
Su biografía personal es un ejemplo para el fútbol chileno, pues reseña las dificultades que persisten para profesionalizar el campo deportivo, más allá del género masculino, a la vez, es un aliciente y estímulo para las nuevas generaciones de mujeres dispuestas a superar las barreras de género.

Deseo que muchas mujeres lleguen al fútbol, que el día de mañana, ojalá, haya muchas mujeres interesadas en que esto surja y que el día de mañana podamos vivir del fútbol y podamos ganar buenos sueldos en el fútbol y sueño que no nos cueste tanto.
Isabel Berríos para CNN Chile

Hasta el presente Isabel Berríos es una impulsora del fútbol chileno, siendo considerada como ídola dentro de la hinchada de la Universidad, quienes la llama "profe Berríos". Es una importante representante y transmisora de los valores del Club. 

Un orgullo azul, yo respiro azul, mis palabras y sentimientos son de color azul, lleno de amor
Isabel Berríos